# Passovia disjectifolia
Passovia disjectifolia är en tvåhjärtbladig växtart som först beskrevs av Carlos Toledo Rizzini, och fick sitt nu gällande namn av Kuijt. Passovia disjectifolia ingår i släktet Passovia och familjen Loranthaceae. Inga underarter finns listade i Catalogue of Life.